# St. Johann Baptist (Wildenburg)

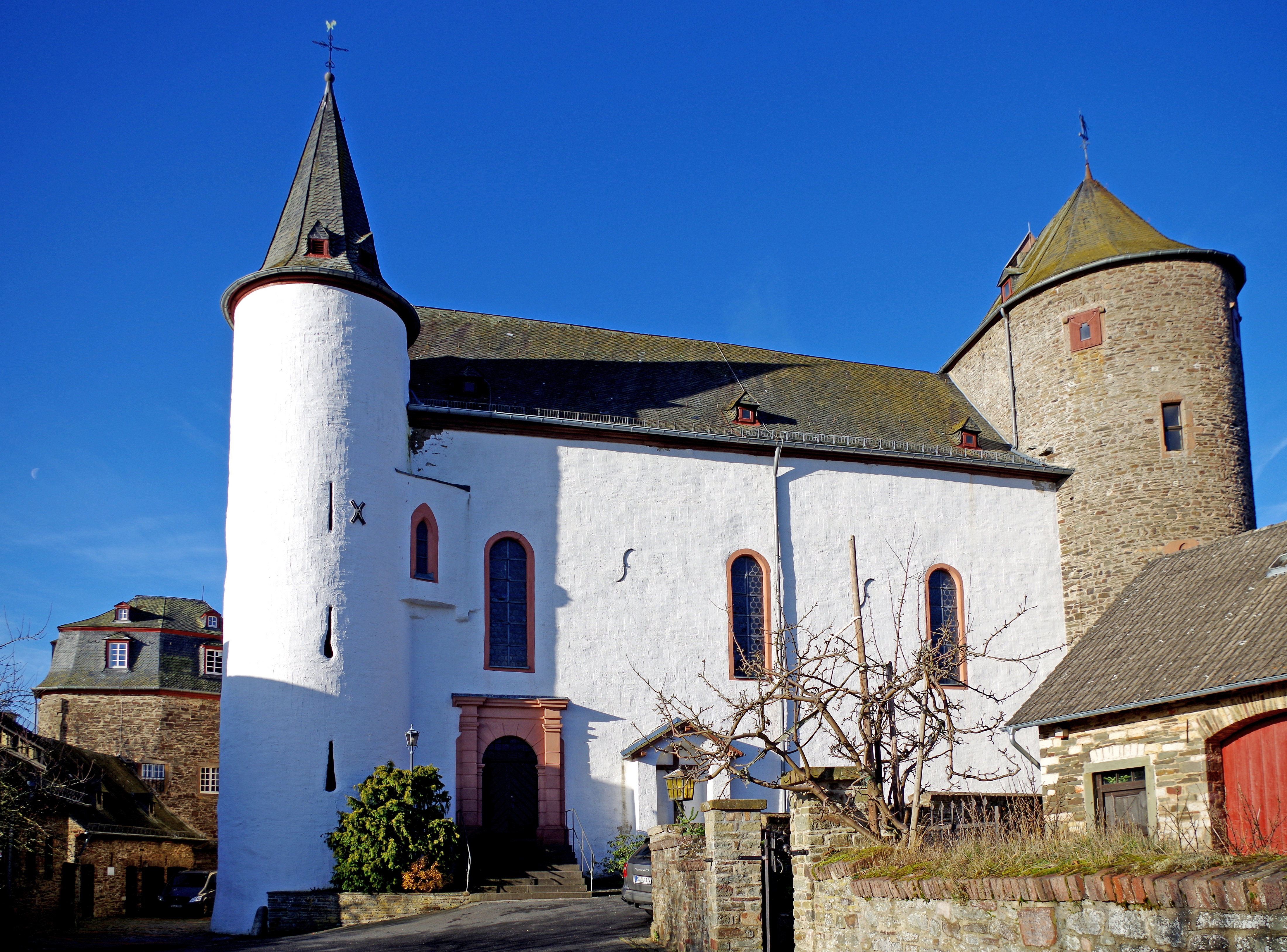
St. Johann Baptist in Wildenburg

St. Johann Baptist ist eine römisch-katholische Pfarrkirche in Wildenburg, einem Ortsteil der Gemeinde Hellenthal im Kreis Euskirchen in Nordrhein-Westfalen. Die Kirche ist Bestandteil der Burg Wildenburg und steht unter dem Patronat des hl. Johannes des Täufers (Gedenktag 24. Juni).
Zur Pfarrvikarie zählen neben Wildenburg auch die Orte Bungenberg, Manscheid und Winten.

## Geschichte
Wildenburg gehörte ursprünglich zur Pfarre Reifferscheid, verfügte aber mit der Burgkapelle der Burg Wildenburg bereits über ein eigenes Gotteshaus, 1263 wird diese Kapelle erstmals urkundlich als Tempel genannt. Am 15. April 1380 gestattete Kardinalpriester Pietro Pileo di Prata dem Besitzer der Burg, Emond von Engelsdorf, in der Kapelle dauerhaft die geweihten Hostien aufzubewahren. Zu dieser Zeit hielten Prämonstratenser der Abtei Steinfeld die Heilige Messe in Wildenburg. Pfarrlich gehörte Wildenburg seitdem auch zur Pfarre Steinfeld. 
Unter Burgherr Reinhard von Paland wurde um 1562 eine neue Burgkapelle errichtet, die am 22. Februar 1563 durch den Kölner Weihbischof Johann Pennarius geweiht wurde. 1562 erhob der päpstliche Legat Zaccaria Dolfin Wildenburg zur Pfarre, allerdings wurde die bis dahin für Wildenburg zuständige Pfarre Steinfeld darüber nicht informiert. Steinfeld focht die Pfarrerhebung an und bekam recht. Die Pfarrerhebung war nichtig und somit verblieb Wildenburg als Filialgemeinde bei Steinfeld. 
Die heutige Pfarrkirche entstand ab 1715 durch den Umbau des Palas der Burg in eine Kirche unter Abt Michael Kuell, seit 1715 war das Kloster Steinfeld Besitzer der Burg. Unter der Leitung des Architekten Ludwig Arntz wurde die Kirche von 1905 bis 1911 grundlegend restauriert und gesichert. 1958 fand eine weitere Restaurierung unter der Leitung von Architekt Josef Lutz, Leutkirch, statt.
Im Zuge der Pfarrumschreibungen während der Franzosenzeit wurde Wildenburg 1802 zur eigenständigen Pfarre erhoben und von Steinfeld losgelöst. Zum 25. März 1953 wurde die Pfarre aufgelöst und der Pfarrsitz nach Kreuzberg verlegt, die Kirche behielt aber den Titel Pfarrkirche. Zunächst war Wildenburg ein Rektorat innerhalb der Pfarre Kreuzberg, seit dem 1. Mai 1960 ist es Pfarrvikarie.

## Baubeschreibung
St. Johann Baptist ist eine einschiffige Saalkirche in drei Achsen aus Bruchsteinen. Den Innenraum überspannen Kreuzgratgewölbe.

## Ausstattung

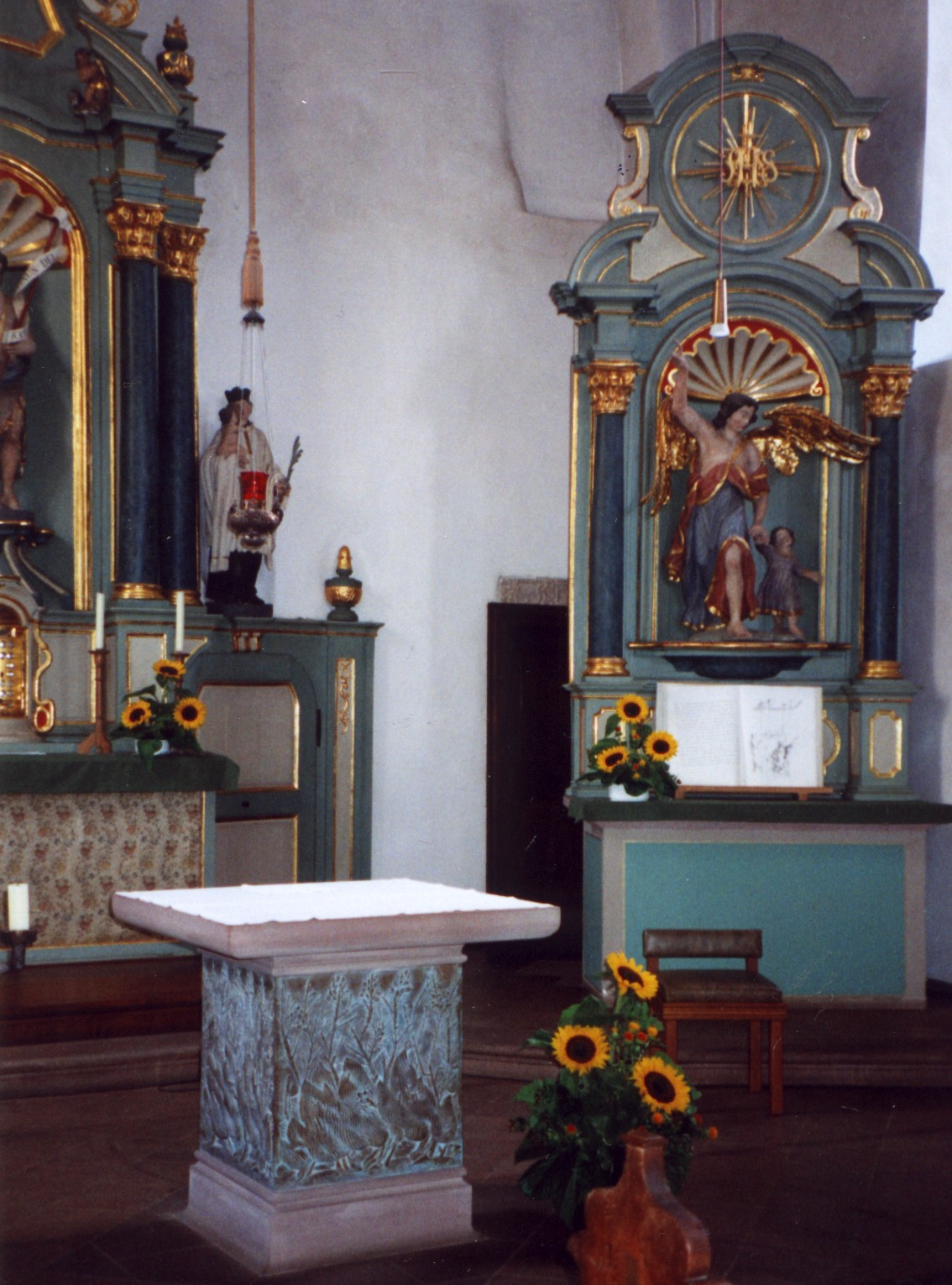
Blick in den Altarraum

Der Hochaltar, die beiden Seitenaltäre und die Kanzel sind barocke Werke des 18. Jahrhunderts und zählen noch zur Urausstattung. Der ebenfalls barocke Orgelprospekt stammt aus der Kirche des Zisterzienserinnenklosters Bürvenich und kam nach der Säkularisierung nach Wildenburg. Der aus Sandstein bestehende Zelebrationsaltar ist ein Werk von Jochem Pechau aus dem Jahr 1987. Den Deckel des Taufsteins schuf Lioba Munz OSB 1959, 1960 schuf sie ebenfalls die 12 Kreuzwegstationen.

## Pfarrer
Folgende Priester wirkten bislang als Pfarrer bzw. seit 1953 als Pfarrvikar an St. Johann Baptist:
- 1929–1953: Josef Hamm
- 1953–1961: Dieter Wieland
- 1961–1964: Otto Enger
- 1964–1969: Wolfgang Schröer
- 1969–1970: Franz-Josef Graab
- 1970–1975: Bernhard Frohn
- 1975–1985: Theodor Tümmler
- 1985–1993: Alois Hüring
- 1993–2009: Lothar Tillmann
- 2009–2023: Philipp Cuck
- Seit 2023: Thomas Schlütter